# Johann Löwenthal

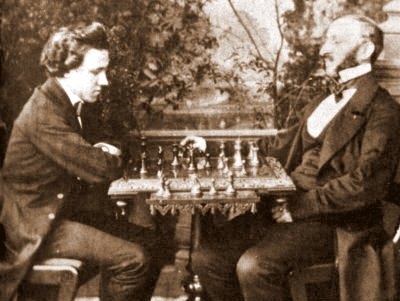
Johann Löwenthal w pojedynku z Paulem Morphym, 1858.

Johann Jacob Löwenthal (ur. 15 lipca 1810 w Budapeszcie, zm. 24 lipca 1876 w St. Leonards-on-Sea w Anglii) – brytyjski szachista węgierskiego pochodzenia, jeden z czołowych szachistów XIX wieku.

## Życiorys
Największe sukcesy Löwenthala przypadają na lata pięćdziesiąte dziewiętnastego stulecia. W 1857 wspólnie z Samuelem Bodenem wygrał Pierwszy Turniej Brytyjskiego Stowarzyszenia Szachowego (BCA - British Chess Association), w pokonanym polu pozostawiając m.in. Adolfa Anderssena i Daniela Harrwitza. Rok później w Londynie Löwenthal rozegrał mecz z Paulem Morphym, z którym już raz spotkał się w Ameryce. Przegrał (+3 -9 =2) i nagrodę w wysokości 100 funtów odebrał jego przeciwnik. Dowiedziawszy się jednak, że Löwenthal jest w finansowych tarapatach, Morphy dorzucił jeszcze 20 funtów i sprezentował swojemu przeciwnikowi komplet mebli do nowego mieszkania za 120 funtów.
Niedługo po przegranym meczu z Morphym Löwenthal odniósł swój największy sukces, zwyciężając po raz drugi w Turnieju BCA w Birmingham. W ćwierćfinale tego turnieju wyeliminował uznawanego za lidera brytyjskich szachów Howarda Stauntona 2 - 0.
W 1860 Löwenthal wykorzystał wielką sławę Paula Morphy'ego i zebrał kolekcję partii amerykańskiego arcymistrza w postaci książki zatytułowanej Morphy's Games of Chess. Z czystej sympatii Morphy zgodził się sygnować własnym nazwiskiem tę publikację, chociaż nie przyłożył ręki do jej wydania.
Przez jakiś czas Löwenthal pracował jako sekretarz Klubu Szachowego Św. Jerzego w Londynie. Uczył gry w szachy, wynalazł tablicę demonstracyjną. Był współorganizatorem turnieju międzynarodowego w 1862 i redagował turniejowy biuletyn. W 1874 podupadł na zdrowiu. Pozostawał praktycznie bez środków do życia, wspierany przez prominentnych przyjaciół. W 1876 zmarł w małej miejscowości niedaleko Hastings, w wieku sześćdziesięciu sześciu lat.